# Canton de Nantes-10
Le canton de Nantes-10 est une ancienne circonscription électorale française, située dans le département de la Loire-Atlantique (région Pays de la Loire).

## Géographie
Ce canton englobait la commune de Saint-Sébastien-sur-Loire et le quartier Nantes Sud.

## Histoire
En 2015, ce canton a été dissout et son territoire réparti entre le canton de Nantes-3 et le canton de Saint-Sébastien-sur-Loire.

## Administration
| Période | Période             | Identité                              | Étiquette                                  | Qualité                                                                                           |
| ------- | ------------------- | ------------------------------------- | ------------------------------------------ | ------------------------------------------------------------------------------------------------- |
| 1973    | 1982                | Marcellin Verbe                       | DVG puis DVD                               | Médecin Maire de Saint-Sébastien-sur-Loire (1953-1983)                                            |
| 1982    | 1988                | Georges Lusteau                       | PS                                         | Dessinateur industriel Premier adjoint au maire de Saint-Sébastien-sur-Loire (1983-1995)          |
| 1988    | 1991 (décès)        | Yves Laurent                          | PS                                         | Chargé de mission Maire de Saint-Sébastien-sur-Loire (1983-1991)                                  |
| 1991    | 1996 (invalidation) | Martine Laurent (épouse du précédent) | DVG puis PS                                | Enseignante Maire de Saint-Sébastien-sur-Loire (1991-1995)                                        |
| 1996    | 2011 (démission)    | Joël Guerriau                         | UDF-Radical puis DVD (2002) puis NC (2009) | Directeur général de banque Maire de Saint-Sébastien-sur-Loire (1995-2017) Sénateur (depuis 2011) |
| 2011    | 2015                | Anne-Sophie Lamberthon-Guerra         | NC                                         | Conseillère municipale de Nantes depuis 2014                                                      |

## Composition
Le canton de Nantes 10e Canton se composait d’une fraction de la commune de Nantes et d'une autre commune. Il compte 36 586 habitants (population municipale) au 1er janvier 2012.
| Nom                       | Code Insee | Intercommunalité | Population (dernière pop. légale)                |
| ------------------------- | ---------- | ---------------- | ------------------------------------------------ |
| Nantes (chef-lieu)        | 44109      | Nantes Métropole | Fraction : 10 931(2012) Commune : 298 029 (2014) |
| Saint-Sébastien-sur-Loire | 44190      | Nantes Métropole | 25 915 (2014)                                    |

## Démographie
| 1975 | 1982 | 1990   | 1999   | 2006   | 2011   | 2012   |
| ---- | ---- | ------ | ------ | ------ | ------ | ------ |
| -    | -    | 32 046 | 35 648 | 35 040 | 35 895 | 36 586 |